# Weltmeisterschaften im Gewichtheben 1949
Die 27. Weltmeisterschaften im Gewichtheben fanden vom 4. bis zum 6. September 1949 in der niederländischen Stadt Scheveningen statt. An den von der International Weightlifting Federation (IWF) im Dreikampf (beidarmiges Drücken, Reißen und Stoßen) ausgetragenen Wettkämpfen nahmen 38 Gewichtheber aus dreizehn Nationen teil.

## Medaillengewinner
| Disziplin           | Gold                 | Silber                   | Bronze              |
| ------------------- | -------------------- | ------------------------ | ------------------- |
| Bantamgewicht       | Mahmoud Namdjou      | Kamal Mahgoub            | Joseph DePietro     |
| Federgewicht        | Mahmoud Fayad        | Johan Runge              | Max Heral           |
| Leichtgewicht       | Ibrahim Shams        | Joe Pitman               | Arvid Andersson     |
| Mittelgewicht       | Khadr Sayed El Touni | Peter George             | Mohammed Rahnavardi |
| Leichtschwergewicht | Stanley Stanczyk     | Jean Debuf               | Rasoul Raeisi       |
| Superschwergewicht  | John Davis           | Niels Christian Petersen | Robert Allart       |

## Medaillenspiegel
Die Platzierungen im Medaillenspiegel sind nach der Anzahl der gewonnenen Goldmedaillen sortiert, gefolgt von der Anzahl der Silber- und Bronzemedaillen (lexikographische Ordnung). Weisen zwei oder mehr Nationen eine identische Medaillenbilanz auf, werden sie alphabetisch geordnet auf dem gleichen Rang geführt.
| Rang | Nation             | Gold | Silber | Bronze | Gesamt |
| ---- | ------------------ | ---- | ------ | ------ | ------ |
| 1.   | Ägypten            | 3    | 1      | 0      | 4      |
| 2.   | Vereinigte Staaten | 2    | 2      | 1      | 5      |
| 3.   | Iran               | 1    | 0      | 2      | 3      |
| 4.   | Dänemark           | 0    | 2      | 0      | 2      |
| 5.   | Frankreich         | 0    | 1      | 1      | 2      |
| 6.   | Belgien            | 0    | 0      | 1      | 1      |
| 6.   | Schweden           | 0    | 0      | 1      | 1      |